# Benno von Grumbkow
Benno Hermann Viktor Leopold von Grumbkow (* 7. März 1854 in Breslau; † 25. November 1914 in Cunnersdorf/Riesengebirge) war ein preußischer Generalleutnant.

## Leben

### Herkunft
Benno entstammte dem alten pommerschen Adelsgeschlecht Grumbkow. Er war das zwölfte und jüngste Kind des preußischen Oberstleutnants Otto von Grumbkow (1804–1868) und dessen zweiter Ehefrau Natalie, geborene von Aulock (1815–1884).

### Militärkarriere
Nach seiner Erziehung im elterlichen Hause sowie dem Besuch der Kadettenhäuser in Wahlstatt und Berlin wurde Grumbkow während des Krieges gegen Frankreich am 2. August 1870 als charakterisierter Portepeefähnrich dem Ersatz-Bataillon des 2. Schlesischen Grenadier-Regiments Nr. 11 der Preußischen Armee überwiesen. Er kam Mitte September 1870 zum mobilen Regiment und nahm in der Folgezeit an der Belagerung von Metz sowie dem Gefecht bei Artenay teil. Nach dem Friedensschluss avancierte Grambkow Anfang März 1872 zum Sekondeleutnant.
Von Anfang April 1876 bis Ende September 1878 war er als Adjutant beim Bezirkskommando in Schweidnitz und von Mitte November 1880 bis Mitte Juni 1883 als Bürochef und Bibliothekar bei der Kriegsschule in Neiße kommandiert. Zwischenzeitlich Ende März 1881 zum Premierleutnant aufgestiegen, diente Grumbkow ab Mitte Januar 1884 als Regimentsadjutant in seinem Stammregiment und wurde am 1. April 1887 in das 1. Garde-Regiment zu Fuß versetzt. Dort erfolgte Anfang September 1887 seine Beförderung zum überzähligen Hauptmann. Vom 22. Oktober 1887 bis 30. September 1893 war er Chef der 3. Kompanie und anschließend der 13. Kompanie. Mit der Beförderung zum überzähligen Major wurde er am 12. September 1895 dem Regiment aggregiert. Am 16. Juni 1896 wurde Grumbkow in das 5. Thüringische Infanterie-Regiment Nr. 94 (Großherzog von Sachsen) versetzt. Zunächst war er Kommandeur des I. Bataillons in Weimar, dann des II. Bataillons in Eisenach. Daran schloss sich mit seiner Versetzung in das Grenadier-Regiment „König Friedrich Wilhelm IV.“ (1. Pommersches) Nr. 2 am 20. November 1900 eine Verwendung als Kommandeur des II. Bataillons sowie am 27. Januar 1902 beim Stab des Kaiser Alexander Garde-Grenadier-Regiments Nr. 1 an. In dieser Eigenschaft rückte Grumbkow am 22. April 1902 zum Oberstleutnant und am 16. März 1905 zum Oberst auf. Sein Regimentschef Kaiser Nikolaus II. verlieh ihm den Orden der Heiligen Anna II. Klasse.
Mit seiner Ernennung zum Kommandeur des Grenadier-Regiments „König Friedrich III.“ (2. Schlesisches) Nr. 11 kehrte Grumbkow am 22. April 1905 nach Breslau zurück, wo er 1870 seine Militärkarriere begonnen hatte. Am 17. Dezember 1908 beauftragte man ihn zunächst mit der Führung der 50. Infanterie-Brigade (2. Großherzoglich Hessische) und ernannte ihn am 27. Januar 1909 unter Beförderung zum Generalmajor zum Kommandeur dieses Großverbandes in Mainz. In Genehmigung seines Abschiedsgesuches wurde Grumbkow am 21. April unter Verleihung des Charakters als Generalleutnant mit der gesetzlichen Pension zur Disposition gestellt.
Nach seiner Verabschiedung lebte er in Cunersdorf/Riesengebirge und erhielt er im August 1911 die Erlaubnis zur Annahme des Komtur I. Klasse des Verdienstordens Philipps des Großmütigen.
Zu Beginn des Ersten Weltkriegs wurde Grumbkow als z.D.-Offizier wiederverwendet und war vom 2. August 1914 bis zu seinem Tod am 25. November 1914 Kommandeur der 17. Landwehr-Infanterie-Brigade an der Ostfront.